# Списък с военни тактики
Тази страница съдържа списък с военни тактики:

## Обща тактика
- Концентрация на силите – тактика за концентрация на сили към/срещу част от вражеската сила
- Използване на доминиращото време (атмосферните условия и използването им като силов мултипликатор - HAARP) [1]
- Нощна битка – битка, която е през нощта. Обикновено изисква повече подготовка и екипировка (виж уреди за нощно виждане), отколкото битка през деня и на дневна светлина, като това може да има значителни тактически преимущества и недостатъци едновременно за атакуващата и защитаващата се страна [2].
- Рекогносцировка – мисия, с цел придобиването на информация, чрез визуално наблюдение и други методи за разкриване на дейностите и ресурсите на врага или потенциалния враг.
- Атаки с боен огън – рекогносцировка с подобни атаки или стрелба, с цел да се види дали врагът ще отговори.

## Тактика за малки войскови единици
- Пехотни второстепенни тактики (австралийски термин)
- Огън в движение (също и като „в маньовър“) – използването на потискащ обстрел и напредване на отделни единици към целта
- Основен пробив
- Контактен пробив
- Пробив с незабавно нападение от засада
- Пробив – нападение в контра-засада
- Танк в окоп (при танкови боеве)
- Удар и оттегляне (на английски: shoot-and-scoot) е артилерийска тактика за стрелба и след това незабавно изтегляне от локацията
- Инфилтрационна тактика – използването на малки, леко екипирани пехотни войскови части за навлизане навътре в неговите позиции, чрез заобикаляне на фронтовата линия и изолирането им от атака, чрез по-силно екипирани тежки войски
- Стрелба в ход
- Патрулирща стрелба в ход – една единица подкрепя друга
- Диагонално отстъпление
- Патрулиране
- Стоящ патрул
- Огневи патрул
- Засада
- Партизанска война

## Нападателни тактики
- Щурм
- Схватка
- Шокова тактика

## Вижтеоще
- Тактическа формация